# Vasip Şahin
Vasip Şahin, né en 1964 à Bayburt, est un haut fonctionnaire turc. Il est l'actuel préfet de la province d'Istanbul, successeur d'Hüseyin Avni Mutlu.

## Biographie
Vasip Şahin est diplômé de la faculté de droit de l'université d'Istanbul.

## Postes occupés
Vasip Şahin a occupé les postes suivants :
- Sous-préfet de Küre
- Sous-préfet de Pütürge
- Préfet adjoint de Muş
- Sous-préfet de Mudurnu
- Sous-préfet de Kızılcahamam
- Préfet adjoint de Düzce